# 自動運転車
自動運転車（じどううんてんしゃ、英: autonomous car）とは、人間が運転操作を行わなくとも自動で走行できる自動車である。英語では"Self-driving car"や"Autonomous car"などと表記され、自律的な車両の制御システムを持つことが特徴である。「ロボットカー」や「UGV（Unmanned ground vehicle）」、「ドライバーレスカー（driverless car）」という呼称も使われる。

## 概要

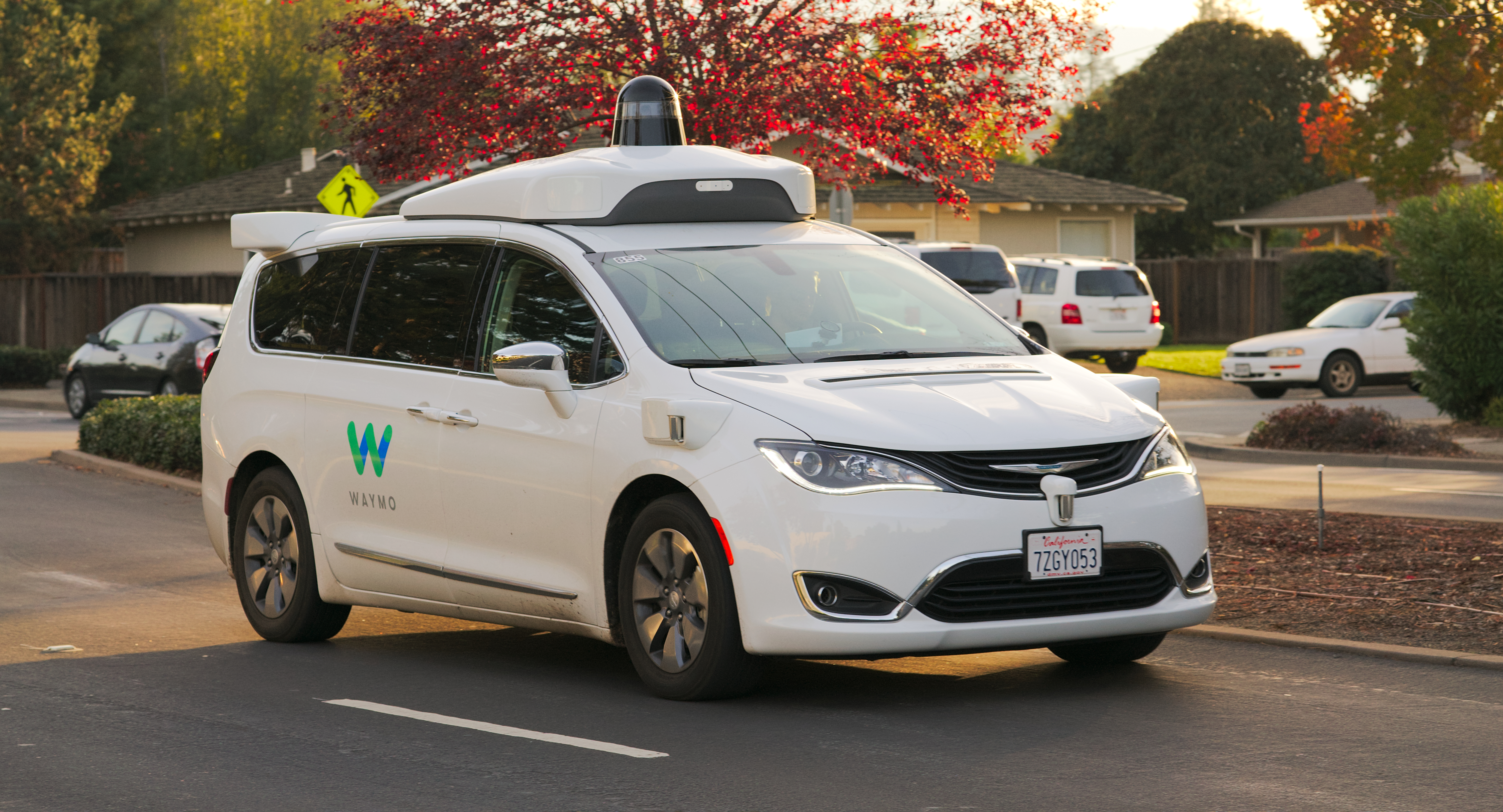
運転テスト中のWaymo（サンフランシスコ・ベイエリア、2017年）

自動運転車は、従来は人間が行っていた運転操作を機械が代替する車両である。自動車の歴史を通じて、パワーステアリングやオートマチックトランスミッションなど、様々な操作が段階的に自動化されてきた。現在開発されている自動運転技術は、その実現方法や自動化の程度において多様なアプローチが存在する。一般的には、車両が周囲の環境を認識し、状況を判断し、適切な制御を行うという一連のプロセスを機械が担う。
環境認識にはGPSやカメラ、レーダー、LiDAR、超音波センサーなどが用いられることが多く、取得した情報は多くの場合、機械学習・ディープラーニングなどの技術により処理される。ただし、使用するセンサーの種類や組み合わせ、処理方法は、使用するセンサーの種類や組み合わせは、目標とする自動運転レベルやコスト、技術的アプローチによって異なる。例えば、高速道路での運転支援に特化したシステムと、市街地での完全自動運転を目指すシステムでは、必要とされる技術構成が大きく異なる。
自動運転車に求められる機能も、その自動化レベルによって様々である。基本的な機能としては、アクセルとブレーキによる速度制御、ステアリング操作による車線維持（レーンキーピング）、前方車両への追従走行（アダプティブクルーズコントロール）などがある。より高度なレベルでは、交通法規の理解と遵守、複雑な交通状況での判断、最適な経路の選択、さらには車両の異常検知と対処などが必要となる。
これらの環境認識と状況判断を支える技術の一つがダイナミックマップである。これは高精度な3次元地図に加え、道路工事や交通規制、天候などに応じて変化する情報をリアルタイムで反映できる地図情報基盤で、自動運転車にとって重要な外部情報源となる。過去には車両ではなく、道路に磁気や着色等のマーカーを設置する方式も試みられていたが、コストがかかることや、雨雪などの天候に対応することが困難なためほとんど普及していない。現在では基本的に車両側のセンサー主体で自動運転できるシステムに加え、ダイナミックマップなどの外部情報を活用する方式が主流となっている。マーカー方式は、ガイドウェイバスとしてIMTSが過去に日本で運行していたが、すでに終了している。
初期に実用化されたロボットカーとしては、イスラエル軍で運用されているガーディアムと呼ばれるあらかじめ設定されたルートをパトロールする無人車両 や、海外の鉱山、建設現場などで運用されているダンプカーなどの無人運行システム等がある。
公道以外の限定された環境（鉱山、建設現場等）では、ロボットカーの需要が広がりつつあり、建設機械大手のコマツ、キャタピラー等の企業がロボットカーの販売を拡大している。
一般人が公道で走行でき、かつ自動運転レベル定義（後述）におけるレベル4ならびに5に相当する完全な自動運転車は、2019年（令和元年）時点では市販されていない。発売されている自動運転車は、自動運転レベル定義で言うところのレベル3までである。
一方でアメリカのウェイモなどのレベル4に相当する自動運転タクシーサービスが先行して実用化され、ウェイモは2025年5月20日までに1000万件の有償乗車回数を達成した。
自動運転車は、それまで運転者が認知していた領域を超えるセンサー類が搭載可能なため、自動運転車が商品化、普及すると交通事故の減少、渋滞削減、二酸化炭素（CO2）の削減が見込まれている。
具体的には視界不良時、夜間、直接観測できない死角などの捕捉。周辺他車と連携した安全運行。ネットワーク情報を利用した遠方交通状況への対応。交通法規の確実な遵守などがある。
自動運転技術は事故の減少やドライバーの負担軽減に有効であるが、実際の利用においては、技術の過信による事故に十分注意する必要がある。また、社会実装においても万能なイメージに惑わされず現実と冷静に向き合う必要がある。

## 歴史

### 20世紀
初期の自動運転システムの研究は少なくとも1920年代から行われており、1950年代には走行実験が開始されている。最初の半自動運転車は、1977年（昭和52年）に日本の筑波大学機械工学研究所によって開発された。この車両は、2つのカメラ（ステレオビジョン）を利用して道路上の白線を感知し、32 km/hで走行することができた。
本格的な自律走行車が登場したのは1980年代で、1984年にアメリカ合衆国で国防高等研究計画局（DARPA）の資金提供を受けたカーネギーメロン大学の「Navlab」と「ALV」計画が始まり、1987年には西ドイツ（当時）でもダイムラー・ベンツ（現在のメルセデス・ベンツ・グループ）とミュンヘン連邦軍大学による「EUREKAプロメテウス計画」が始まった。
1985年までにALVは、2車線道路を31 km/hで自律走行し、1986年には障害物回避機能が追加され、1987年には昼夜を問わないオフロード走行が可能となった。1995年には、NavLab 5が初の自動運転によるアメリカ合衆国横断に成功し、自動運転史における大きなマイルストーンとなった。ペンシルベニア州ピッツバーグからカリフォルニア州サンディエゴまでの4,585 kmのうち、4,501 kmが自律走行であり（98.2 %）、平均速度は102.7 km/hであった。1960年代から2005年の第2回DARPAグランド・チャレンジまで、アメリカにおける自動運転車の研究は、主にDARPA、アメリカ陸軍、アメリカ海軍が、研究機関や企業に資金を提供し、速度や様々な環境下での運転能力、制御、センサーシステムなど、段階的な進歩を遂げてきた。
路面の開発も検討され、アメリカ政府は1991年に6億5000万ドルの予算を自動道路システムに投じることを決定し、マーカー（磁気ネイルと呼ばれる永久磁石）を埋め込むことで車両と連携する実験用高速道路も製作した。1997年には実験に成功。しかし、大規模に実用化する方向性や資金が定まらず、この研究は終了している。
1995年、カーネギーメロン大学のNavLab Vが、ワシントンD.C.からサンディエゴまでの4,800 kmの98 %以上の行程を自動運転で走破し、この記録は2015年まで20年間破られなかった。ただし、自動化されていたのは操舵制御だけで、ブレーキペダルとアクセルペダルはドライバーが操作した。

### 21世紀
2010年代前半に始まった第三次AIブームを背景として、自動運転車の開発に大きな注目が集まった。アメリカでは2010年頃から、欧州でも公道を利用し一般車に混在した状況で自動運転車の走行実験が行われていた。アメリカ・ドイツでは2015年から、乗用車に加えてトラックの公道での自動運転実験が行われている。
国連傘下の自動車基準調和世界フォーラム（WP29）で、自動運転車の国際的な基準作りが議論された。2014年には、自動車基準調和世界フォーラムに自動運転分科会が設立され、共同議長には日本とイギリスが就いた。また、2015年には同フォーラムにて、自動操舵専門家会議が設立され日本とドイツが共同議長となった。
2015年には、ネバダ、フロリダ、カリフォルニア、バージニア、ミシガンの各州とD.C.が、自動運転車の公道でのテストを許可した。
EUでは、2016-2018年の「CARTRE」や「SCOUT」、2019年に発表された「STRIA」といったプロジェクトで研究資金支援がなされている。
2015年11月、フォーミュラEでは2016年-17年シーズンに人工知能を搭載した自動運転車によるRoboraceを行うと発表した。
自動運転（レベル3と4相当）に関する特許の件数は、2016年以前の10年間では、1位がトヨタ自動車。GM、独ボッシュ、米フォード・モーター、米グーグルと続く。他社による被引用件数、すなわちその特許がどれだけ別の特許に引用されているかを見ると、GMが圧倒的に多く、グーグルとトヨタが続く。
2017年9月9日、ドイツ連邦交通省（BMVI）より「自動運転車に関する倫理ルール」20項目が発表された。特筆すべき点は”「避けられない事故が起きた場合、人間の年齢、性別、心身の状態などをカテゴライズして考慮することを厳しく禁じる。一般レベルでのルールとして犠牲者の数を減らすよう挙動する、というものは受け入れられる」”というより具体的な部分まで踏み込んだ点など。
2017年11月、ウェイモが運転者がいない無人運転車のテストを開始したと発表した。テストはアリゾナの公道で行われ、実際には社員が搭乗しているが、運転席にはいないこともあるという。これはレベル4に値する。2018年10月に自動運転距離が1,000万マイルに到達したことを報告。同12月には、アリゾナ州フェニックスで限られた地域の限られたユーザーであるが、自動運転タクシーの全米初の商用運用を開始した。しかし、やはり安全のためのドライバーは配置されていた。そして、2020年10月に、完全無人車両での自動運転配車サービスを同区域で開始すると発表した。これには運転手がおらず、トラブルの際はリアルタイムで監視しているエンジニアが遠隔操作する。。
2019年、国連の自動車基準調和世界フォーラム（WP29）第177回会合において、自動運転車の国際基準作りに向けた優先検討項目リストが合意された。
2010年代の予想では楽観的な見方が多かったが、開発は難航し2020年代前半にはトーンダウンした。
2021年3月4日、ホンダは、世界で初めてレベル3の型式認定を取得した自動運転装置搭載の新型「レジェンド」を発表（同月5日に発売）。国土交通省の型式指定を取得したものなので日本限定であり、限定100台のリース専用車種として少数生産された。1000万通りの状況下での安全を確認し、証明してきたという。

### 国・企業別

#### 日本
日本では1980年代にはすでに車線を認識し走行するシステムを試作していた。実用化し市販されたものはほとんどなかったものの、各社で研究は継続され、現在のSUBARU（スバル）のEyeSightなどにつながっていく。しかしながら、2010年代に入り、特に欧州の自動車メーカーで開発が進展し、また米国や中国でも街中で試験走行を行うなど、日本は出遅れてしまった。
危機感を抱いた国土交通省では自動運転システムを「オートパイロットシステム」と呼称し、検討会を2012年から開始し2013年に中間とりまとめを発表した。法制度の問題については、国際協調を図りつつ、既存制度の見直しや責任の所在等について検討を行うとしている。
欧米で自動運転車の公道走行実験が広く行われ始めた状況を受けて、2013年9月に日本国内では初めて日産が自動運転車が公道を走行できるナンバーを取得し公道走行実験が許可され、2013年末には日本国内でも一般車に混じって高速道路の公道での自動運転車の走行実験が開始された。また、一般道での公道走行実験も欧米に遅れて、2015年には日本でも始まった。
同年には日本政府の成長戦略にも自動運転システムの推進を盛り込み、商用化を後押しする事が決定した。
2016年の伊勢志摩サミットではトヨタ自動車、本田技研工業、日産自動車によって自動運転車が披露された。
日本政府は「レベル5の完全自動運転を2025年を目途に目指す」としていた。
2020年東京オリンピック・パラリンピックを契機に自動運転技術の開発が加速した。トヨタ自動車は、選手村でe-Paletteを運行し、レベル4相当の自動運転サービスを提供した。
2023年4月の道路交通法改正により、特定の条件下でシステムが運転を担う「レベル4」が解禁された。これを受け、公道での実用化に向けた動きが活発化している。同年5月、産業技術総合研究所が福井県永平寺町でレベル4での自動運転移動サービスを開始した。これは、運転席が無人の車両が、一般の公道を遠隔監視・操作のみで走行する日本初の事例となった。
さらに、2024年12月には伊予鉄バスが愛媛県松山市内の公道（約800m）で、全国初となる路線バスのレベル4での営業運行を開始した。これは、運転手が乗務しない形態での公共交通サービス実現に向けた重要な一歩と位置づけられている。また、岐阜市では中心市街地で自動運転バス（GIFU HEART BUS）の継続運行が行われており、市民の認知度向上や社会受容性の醸成に貢献している。
政府は「デジタル田園都市国家構想」の一環として、2025年度を目途に約50カ所、2027年度には100カ所以上で、地域限定型の無人自動運転移動サービスの実現を目指す目標を掲げている。物流分野でも、新東名高速道路の一部区間で深夜時間帯に自動運転車優先レーンを設け、トラックの隊列走行実証実験を行うなど、幹線輸送の効率化とドライバー不足の解消に向けた取り組みが進められている。これらの実現のため、路車協調システムの実装や走行環境の整備に関する技術基準類の策定も進められている。
- 日産自動車
  - 2016年、日産自動車が自動車専用道及び高速道路走行中かつ同一車線、60 km/h以下のみに限定した運転支援技術、プロパイロットを搭載したセレナが8月下旬に発売と発表した[56]。2017年時点でのテスラのオートパイロットもレベル2に該当する[57]。
  - 日産は、2013年8月時点で、「2020年までに自動運転車の発売を目指す」と発表した。そして「公道を走るのに必要な法規制を整備した国から順次売り出す予定」とした[58]。2015年現在、日産では、2016年, 2018年, 2020年と3段階での自動運転機能の商品化を目指しており、2016年末までにはトラフィックジャムパイロット、2018年には高速道路での完全な自動運転、2020年には一般道での自動運転実現を目指している[59][60]。
- 本田技研工業
  - 2020年までに高速道路でドライバーが運転操作をしなくても走行できる自動運転車を発売を目指している[61]。
  - 2020年（令和2年）11月11日 - 翌年春に発売予定の5代目「レジェンド」が国土交通省から自動運転レベル3の型式指定を取得（世界初）[62][63]。
  - 2021年（令和3年）3月5日 - 自動運転レベル3の機能を搭載した「レジェンド」を発売[64][65][66]。
- SUBARU
  - 2014年にアダプティブクルーズコントロール（ステアリングアシスト付き）である「EyeSight（ver.3）」を発売した。
- トヨタ自動車
  - 2013年に行われたコンシューマー・エレクトロニクス・ショーで自動運転車を発表したが、安全技術への応用が目的で自動運転車の実現を目指していないとの立場をとった。2020年7月、自社ブランドであるレクサスのセダン「LS」の新型車に自動運転などの独自のAI技術を用いた先進技術を搭載することを発表した[67]。
- ZMP（現・ROBO-HI株式会社）
  - アイサンテクノロジー・名古屋大学と連携して、ZMPが中心となり、自動運転の公道実証実験を名古屋市で2014年度中に実施する予定である[68]。ZMPには自動運転車開発の為、インテルが出資している。
- ティアフォー
  - 2015年12月に設立されたスタートアップで、自動運転ソフトウェア「Autoware」を主導して開発している[69]。Autoware は世界初のオープンソース自動運転用ソフトウェアで、2025年時点で世界200社以上が研究や実証に利用していると報告されている[70]。同社は、2017年12月にKDDI・アイサンテクノロジーと共同で運転席無人（レベル4相当）の車両による一般公道走行実証を実施し、日本初のレベル4相当公道走行に成功した[71]。 2024年10月には、同社のソフトウェアを搭載した小型バスが長野県塩尻市で道路運送車両法に基づくレベル4認可を取得し、自動運転レベル4の実証実験を実施している[72]。
- BOLDLY
  - 2020年4月、茨城県境町は国内で初めて定時・定路線の自動運転バスを導入する。このバスは、町内の医療施設や郵便局、学校、銀行などを結ぶルートを走る。車両はBOLDLYが保有している自動運転バス「NAVYA ARMA」（仏ナビヤ製）を使う[73][74]。
- パイオニア
  - みちのりホールディングスと共同で、2018年より路線バスの自動運転の実証実験を開始する予定[75]。
- いすゞ自動車・日野自動車
  - いすゞと日野は2016年5月にITSシステムや高度運転支援技術を共同開発することで合意。[76]。
- 住友電気工業
  - 東北地方でバス事業を手掛けるみちのりホールディングスなどと提携し、既存の約9キロメートルの路線で数ヶ月走行する。路面に設置したセンサーでバスから見えにくい歩行者の情報を集め、安全走行につなげるとしている。[77]
- 京セラ・先進モビリティ
  - 自動運転バス・trota（トロタ）の共同開発を行っている[78]。2021年10月に京セラ滋賀八日市工場 - 同滋賀蒲生工場間（約1 km）の試験走行を実施し、2022年に第77回国民体育大会（いちご一会とちぎ国体）で東武西川田駅 - 栃木県総合運動公園間（約700 m）を実証運行した[78]。
- Turing
  - 自動運転EVの開発を目標として2021年に創業したスタートアップ企業。2023年にはレクサスRX450hをベースにした車両を1台限定で販売した[79]。

#### アメリカ

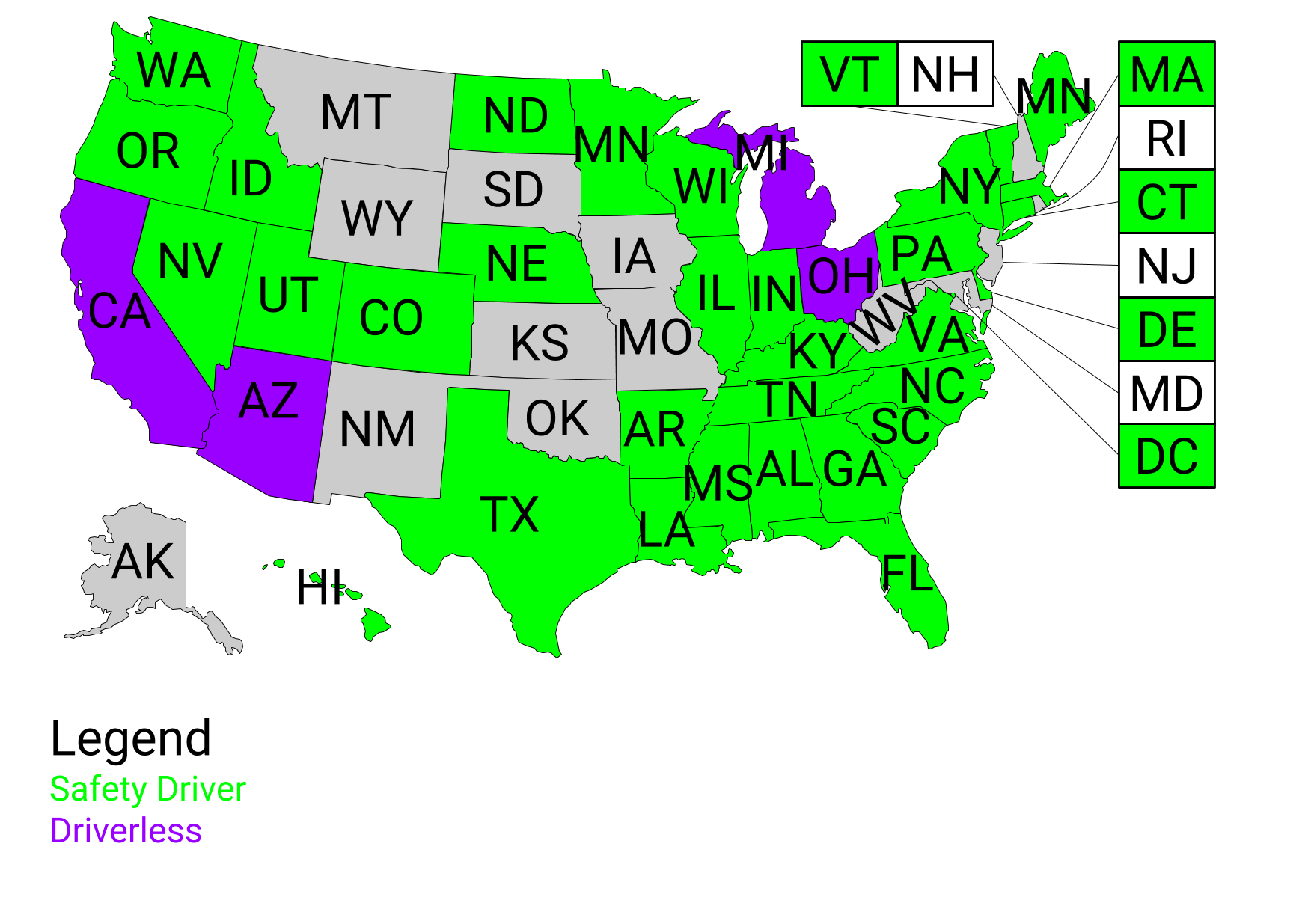
アメリカ合衆国で合法の地域を緑色で表した図。カリフォルニア州・ミシガン州・フロリダ州・ネバダ州・アリゾナ州・ノースダコタ州・テネシー州・コロンビア特別区・ユタ州で、自動運転のテスト走行が許可されている（2016年）。

ネバダ州で2011年に自動運転車の公道走行実験を許可する法律ができ、グーグルの開発している自動運転車に自動運転車として初めてナンバープレートが交付された。続いて2012年にはカリフォルニア州・フロリダ州、2013年にはコロンビア特別区でも公道での自動運転車の試験走行を認める法律が成立した。このような各州で相次いで独自に自動運転に関する法整備が進む状況を受けて、米運輸省道路交通安全局（NHTSA）は2013年から4年間で自動運転車の安全上の問題や利点を分析する計画を発表した。
NHTSAは自動運転車の実現を推進する一方で、自動運転レベル4の無人運転は時期尚早であると中立的な立場をとってきたが、2016年に「自動運転の人工知能はドライバー」であるとレベル4の無人運転を容認する見解を示した。
- 国防高等研究計画局
  - 次世代兵器の開発として、DARPAグランド・チャレンジを主催していた。
- テスラ
  - レベル2の準自動運転を実現させているが、自動運転機能使用中に事故も起こしている。2016年5月にはフロリダ州で、モデルSがトレーラーと衝突し運転手が死亡。2018年1月22日にはカリフォルニア州ロサンゼルス郊外の高速道路で、「半自動運転」で時速100 km/hで走行中、停車中の消防車に追突した[81]。また、2019年3月、フロリダ州でオートパイロット機能を作動させていたモデル3が死亡事故を起こした[82]。
  - FSD（Full Self-Driving）機能の開発にあたっては、実際の走行から得られるデータを活用した大規模なAI学習が行われている。主に北米のユーザー車両から走行データを収集しているが、中国のように国外へのデータ持ち出しが制限されている地域では、インターネット上で公開されている道路映像などを用いたシミュレーショントレーニングが行われているとされる[83]。
- ウェイモ（2016年にグーグルの自動運転事業より分社化）
  - 2010年から公道で自動運転車の走行実験を続けており、2018年3月までに800万キロメートル（=8 Gm）の公道を実験走行。コンピューターシミュレーション走行では、約80億キロを走行した[84]。
  - 2018年12月、アリゾナ州フェニックスで自動運転タクシーの商用運用を始めた。これにはフェニックス大都市圏の公共交通機関を運営するバレーメトロ（Valley Metro）が協力[85][86]。安全のためドライバーが配置された。
  - 2020年10月に、完全無人車両での自動運転配車サービスを同区域で開始すると発表した[33]。これには運転手がおらず、トラブルの際はリアルタイムで監視しているエンジニアが遠隔操作する。[34]
- インテル
  - 日本の自動運転技術開発ベンチャーのZMPに出資している[87]。
  - 2020年1月、インテル傘下のMobileyeは、ラスベガスのCES2020においてカメラのみのシステムによる自動運転に成功したと発表した[88]。
- ゼネラルモーターズ
  - 2012年に、『2017年までにキャデラックに「スーパークルーズ」と呼ばれるアダプティブクルーズコントロール（ステアリングアシスト付き）搭載を目指している』と発表した[89]。
  - 2017年9月11日、ゼネラルモーターズ（GM）とGMクルーズは共同で「自動運転車の量産体制が整ったことを史上初めて発表。あとはソフトウェアと規制問題のクリアを待つだけ」と発表した[90]。なお、クルーズにはホンダも出資しており、開発はGMとの協業になっている[91][92]。
  - 2018年1月13日には2019年にハンドルなし、ペダルなしのレベル4相当の完全自動運転車（クルーズAV）を実用化すると発表[93]。しかし、このプロトタイプは他の車からの水しぶきに反応して混乱したり、低速走行をしたりと問題が多く、最初のクルーズAVはステアリングホイールとペダルありで発売するとした[94]。開発は遅延し、2019年開始予定だったタクシー計画も延期された。
  - 2020年1月にライドシェア向けの「Origin」を発表[95]。11月、カリフォルニア州で無人走行を許可された。
  - 2024年12月、自動運転タクシーを展開していた子会社「GMクルーズ」は、「ロボタクシー」事業から撤退すると発表。実用化には時間が掛るとして両社を統合し、GMが販売する自家用車向けに運転手の支援を行うシステムに重点を置く考え[96]。
- フォード・モーター
  - ミシガン大学や保険会社と共同で2025年以降に自動運転車実現を目指すと発表している[97]。
  - 交通違反車両を自動運転パトカーで追跡、取り締まりを行うという特許の申請が行われた[98]。
  - 自動運転車や電気自動車の開発拠点として、2018年に買収したミシガン・セントラル駅の旧駅舎を利用するため2022年まで改装工事を行っている[99]。
- Uber
  - 2016年10月、コロラド州で自動運転走行が可能なトラックを利用した試験を開始。実際にビールの配送を行った。2018年3月にはアリゾナ州で、自動走行トラックを高速道路で運用することを発表[100]。しかしながら同年3月18日、アリゾナ州テンピにて夜間にドライバーが乗った状態で自動運転を行っていたボルボ製の試験車が、自転車を押す通行人が道路を横切る途中に衝突し死亡させる事故が発生[101]。2021年1月、自動運転部門をAurora社に売却し、Uber社は自動運転開発から撤退した。
- Plus.ai（智加科技）
  - 2019年12月、自動運転レベル4の自動運転トラックは、カリフォルニア州トゥーレアリからペンシルベニア州クエーカータウンまでの米国横断（約4,500キロメートル）を走破し成功させた[102]。
- NVIDIA
  - 車載用AIの半導体に関しては自社でもAIや自動運転車の研究を行っている世界的有名企業NVIDIAが躍進し、デファクトスタンダードとなると予測されている（日本では知名度が低く「謎のAI半導体メーカー」という煽り文句で紹介されたこともあった[103][104]）。
  - 2017年、ホルムデル（英語版）に自動運転車の開発拠点を設置し、リンカーンを改造した実験車両「BB8」で走行実験を行った[105]。
  - 2017年5月11日、トヨタ自動車へ自動運転に利用するI技術を提供すると発表した[106]。

#### 欧州
ドイツやイギリスから自動運転車の公道走行実験が始まった。イギリスでは2013年に自動運転車の公道走行実験が認められた。
2015年、イギリス政府はミルトン・キーンズで自動運転車（Pod）ルッツ・パスファインダー（LUTZ Pathfinder）を使った公共での試験を開始した。
フィンランドの法律では公道を走行する車両に運転手が乗る必要がないなど自動運転の実験が始めやすい利点があり、2018年からはフィンランドの自動運転技術開発会社Sensible 4が自動運転バスを「2020年に実用化させる」と主張して計画を進めており、2018年から良品計画がデザインした車両による公道走行実験を行った。
- フォルクスワーゲン
  - 2011年に時速80マイル（mph, 128キロ）以下で自動運転できる自動運転車を開発していると発表。数年のうちにはテストモデルが登場する予定である[109]。
- アウディ
  - 2013年にグーグルに続いて米ネバダ州で自動運転車の公道試験走行を行う許可を取得したと発表した[110]。
  - 2017年には、A8において市販車世界初レベル3（条件付自動運転）相当の自動運転機能「Audi AIトラフィックジャムパイロット」を備えて発売した。2018年には日本国内向けにも発売された[111]。
- ダイムラー
  - 1978年に世界初となるABS（アンチロックブレーキシステム）を独ボッシュと共同開発し、量産化する[112]。
  - 1998年に世界初となるACC（アダプティブクルーズコントロール）を独コンチネンタルと共同開発し、Sクラス（W 220）に採用[113]。
  - 2013年にドイツ国内の一般公道100キロメートル以上を自動運転で走破したことを明らかにした。2020年までに自動運転車を市場投入できると発表した[114]。
  - また、2025年までにトラックにおいても自動運転車の実現を目指すと発表している。自動化レベルは3程度で、無人運転は不可能だが、ドライバーは運転を車両に任せて、空いた時間で車内での事務的な作業などに充てることができると発表している[115]。
- BMW
  - 高速道路での自動運転システムを開発している。2012年には5,000 kmに及ぶ自動運転テストに成功した[116]。2021年にレベル4量産を目指していた[117]。
- コンチネンタル
  - 1998年に世界初となるACC（アダプティブクルーズコントロール）を独ダイムラーと共同開発し、Sクラス（W 220）に採用[113]。
  - 2016年までに高速道路上での渋滞時のストップ＆ゴーなど、特定の状況での自動運転を実現し、その後2020年頃には高速道路での巡航について自動化を達成し、2025年には高速道路での追い越しなど本線上でのすべての走行を自動化できる、と発表している[118]。
  - 2019年、自動車市場で世界初となる量産型ソリッドステート式LiDARを発表。
  - 小型の無人シャトル「CubE」を開発し、日本を含む世界各国で実証実験を行なっている（仏Easymile EZ10）。
- オランダ「WePod」
  - 自動運転レベル4相当となる小型の無人シャトルバスで、特定のルートを約24 km/hで走行する。駅などから目的地までをつなぐラストワンマイルを補う。公共交通機関として2016年夏の運用開始を目指し、ドライバーレスでの公道走行試験を行っている。乗客はスマホ等で無人シャトルバスの呼び出しができ、必要な時に特定のルートを移動できるタクシーとバスの中間のような公共交通機関となっている。悪天候時や夜間は運行を行わない。ゆりかもめのように常時遠隔監視を行っている。
- ルノー
  - 日産と一体で自動運転車開発を行っていた[119]。
- ボルボ・カーズ
  - 2021年6月30日、オンライン発表会において自動運転技術の導入計画を発表した[120]。2017年12月、ボルボ・カーズはスウェーデンの一般家庭の協力による自動運転車の開発を開始すると発表した。公道での自動運転車に試乗しボルボ・カーズのエンジニアにフィードバックする[121]。

#### 韓国
韓国政府は2018年の平昌オリンピックでの試験運行を経て2020年に自動運転車の商用化を目指している。
- サムスン電子
  - 同じグループのサムスン物産が所有するエバーランド内のサーキットを利用して、2016年より自動運転車のテストを行っている[123]。

#### 中国

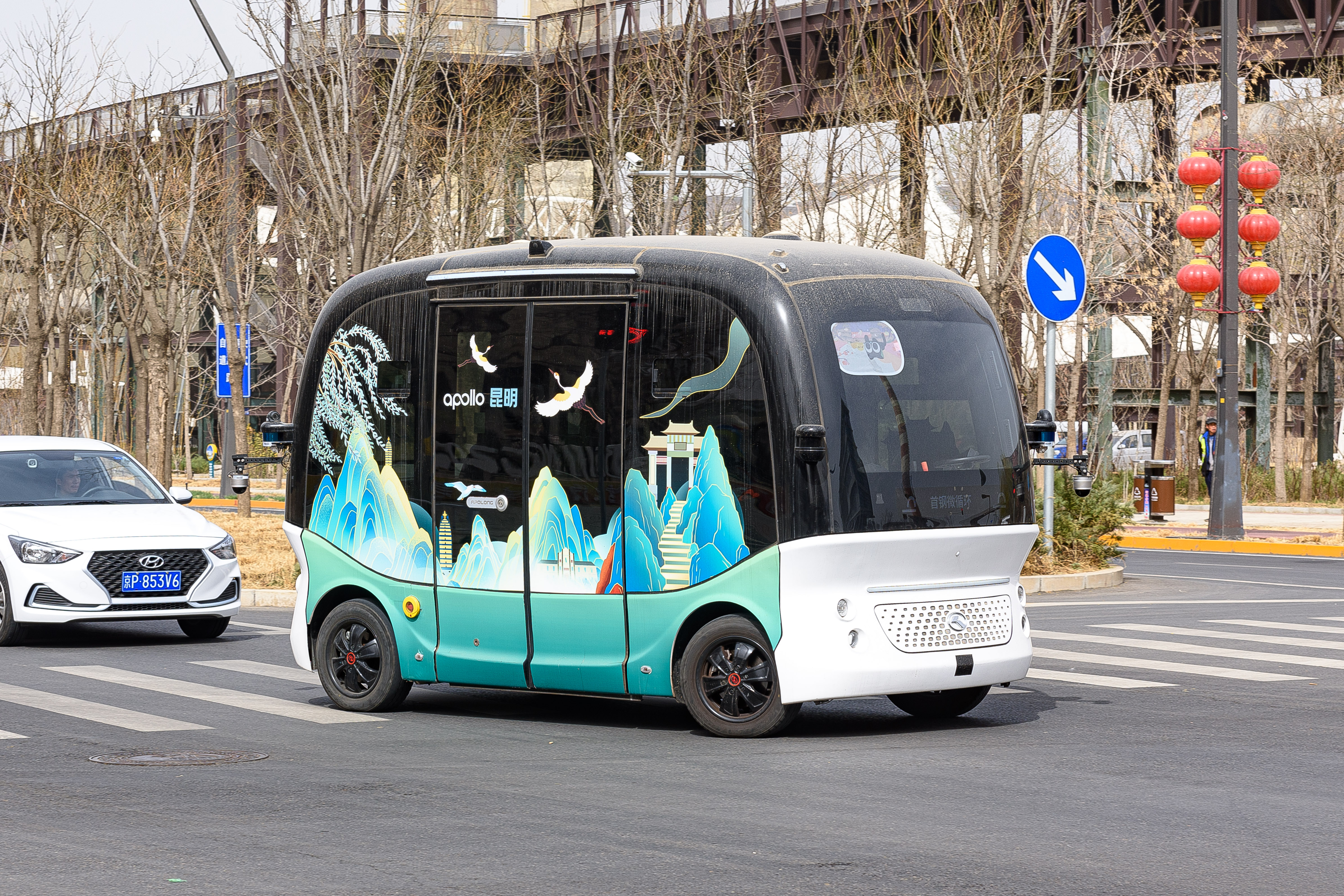
金龍客車アポロン

北京市は、2021年4月に自動運転を段階的に普及・推進していくための先行区を設立した。その後、同年10月から11月にかけて、中国で初めて車両に安全担当者を乗せた自動運転のテストとタクシーサービスの商業化テストを実施した。2023年3月に先行区で完全無人自動運転の実証を開始し、同年7月には、完全無人自動運転の商業化テストを実施すると発表した。他にも、百度やPony.aiなどが、重慶市や湖北省武漢市、広東省等で自動運転タクシーの許可を得ている。
- 百度・金龍客車
  - 2017年7月5日に、BYD・フォード・ダイムラー・NVIDIA・マイクロソフト (MS）・インテル・ホンダ[127] なども参加する世界最大の自動運転車を共同開発する企業連合「アポロ計画」を設立した[128]。2018年7月4日に世界初の完全自動運転バス「アポロン」の量産を開始した。
- 図森未来
  - 2020年1月、京礼高速道路（閉鎖区間内）で自動運転トラックの隊列走行テストを行った。先頭のトラックには運転手が乗っているが、後ろ2台のトラックは自動運転で追従する[129]。

また、上海汽車等の中国国内自動車メーカーも自動運転車を開発しいた過去があり、コンセプトカーを公開していた過去がある。

## 自動運転の定義
国際的には、米国自動車技術者協会（SAE International）が策定した標準規格『SAE J3016 - Taxonomy and Definitions for Terms Related to Driving Automation Systems for On-Road Motor Vehicles』が広く採用されている。同規格は運転自動化の度合いをレベル0（自動化なし）からレベル5（完全自動化）までの6段階で定義しており、日本政府の「自動運転車の安全技術ガイドライン」や米国運輸省道路交通安全局（NHTSA）の各種ガイダンスも、この区分を基本的に踏襲している。日本自動車技術会（JSAE）が策定した『JASO TP 18004』もSAE J3016に準拠しており、日本国内における技術指針として利用されている。
日本政府やアメリカ運輸省道路交通安全局（NHTSA）が採用している、SAE J3016 に基づく自動運転のレベル定義は以下の通りである。
レベル0
ドライバーが常にすべての主制御系統（加速、操舵、制動）の操作を行う。前方衝突警告（FCW）などの主制御系統を操作しない運転支援システムもレベル0に含む。アンチロックブレーキシステムや、トラクションコントロールシステムも含む。
レベル1（運転支援）
加速、操舵、制動のいずれか単一をシステムが支援的に行う状態。衝突被害軽減ブレーキなどの安全運転支援システムによる。クルーズコントロールシステムのうち、警報等は発するものの車速維持のみである場合はこちらに含まれる。
レベル2（部分自動運転）
システムがドライビング環境を観測しながら、加速、操舵、制動のうち同時に複数の操作をシステムが行う状態。アダプティブクルーズコントロール（ステアリングアシスト付き）等がこれに該当する。ドライバーは常時、運転状況を監視操作する必要がある。
レベル3（条件付自動運転）
限定的な環境下若しくは交通状況で、原則として自動運転システムが全ての操作（加速、操舵、制動）を行い、運転者は一切の操作をしない。ただし、自動運転プログラムの機能限界時などには、ドライバーに操作権限が移譲され、その場合には運転者が自ら運転操作を行うことが前提とされている。
レベル4（高度自動運転）
特定の状況下のみ（高速道路上などの限られたエリア、又は極限環境以外（雷雨、大雨、大雪、あられ、台風、極低温環境、超高温環境といったシステムの正常な動作を妨害するような環境のこと）などの決まった条件内でのみ）、加速、操舵、制動といった操作を全てシステムが行い、その条件が続く限りドライバーが全く関与しない状態。基本的にドライバーが操作をオーバーライドする必要は無いが、前述の特定の状況下を離れると人間の運転が必要になる。
レベル5（完全自動運転）
無人運転。考え得る全ての状況下及び、極限環境での運転をシステムに任せる状態。ドライバーの乗車も、ドライバーの操作のオーバーライドも必要ない。安全に関わる運転操作と周辺監視をすべてシステムに委ねる。
『JASO TP 18004』ではレベル 2 までは、一部の運転自動化技術は採用されていても、車両としては運転支援車であり、自動運転車ではないとされている。

## 実例
本節では、実際に道路を走行している自動車、サービスとして運用されている自動運転車について記述する。

### レベル4
経路および乗降場所が固定されたシャトルバス型の自動運転車が実用化されている。この種の自動運転車は、主にサービスとして提供される。日本では、2023年5月28日のZEN drive（福井県永平寺町）がはじめての認可例である。

#### 日本の自動運転サービス
日本の中山間地域における自動運転サービスでは、従来型とグリーンスローモビリティ型、バス型と乗用車型の組み合わせで下記4種類の車両が検討された。
- 車両自立型の6人乗りバス型（DeNA） 運行速度10 km/h
- 磁気マーカーを利用した20人乗りバス型（先進モビリティ） 運行速度35 km/h
- 磁気マーカーを利用した6人乗りゴルフカート型（ヤマハ発動機） 運行速度12-20 km/h
- 車両自立型の4人乗り乗用車型（アイサンテクノロジー） 運行速度40 km/h

そのうち初期に社会実装に至ったものは磁気を利用したゴルフカート型のものが利用されている。磁気を利用した自動運転は、道路に埋め込んだ磁気マーカーや誘導線に沿って決められたルート上を車両が走行する仕組みである。国土交通省では、高齢化が進行する中山間地域の人流や物流、生活の足を確保するために、「道の駅」等を拠点とした自動運転サービスやその実証実験を実施している。
| 0  | 都道府県 | 拠点                                               | 期間                                                                                      |
| -- | -------- | -------------------------------------------------- | ----------------------------------------------------------------------------------------- |
| 1  | 秋田県   | 道の駅かみこあに                                   | 2017年12月3日 - 12月10日（短期） 2018年12月9日 - 2月8日（長期） 2019年11月30日 - （実装） |
| 2  | 栃木県   | 道の駅にしかた                                     | 2017年9月2日 - 9月9日（短期）                                                             |
| 3  | 滋賀県   | 道の駅奥永源寺渓流の里                             | 2017年13月11日 - 17日（短期） 2019年11月15日 - 12月20日（長期） 2021年4月23日 - （実装）  |
| 4  | 島根県   | 道の駅赤来高原                                     | 2017年11月11日 - 17日（短期） 2020年9月1日 - 10月10日（長期） 2021年10月4日 - （実装）    |
| 5  | 熊本県   | 道の駅芦北でこぽん                                 | 2017年9月30日 - 10月7日（短期） 2019年1月27日 - 3月15日（長期）                           |
| 6  | 北海道   | 道の駅コスモール大樹                               | 2017年12月10日 - 12月17日（短期） 2019年5月18日 - 6月21日（長期）                         |
| 7  | 山形県   | 道の駅たかはた                                     | 2018年2月25日 - 3月4日（短期）                                                            |
| 8  | 茨城県   | 道の駅ひたちおおた                                 | 2017年11月19日 - 11月25日（短期） 2019年 6月23日 - 7月21日（長期）                        |
| 9  | 新潟県   | やまこし復興交流館 おらたる                        | 2019年3月17日 - 3月23日（短期）                                                           |
| 10 | 長野県   | 道の駅南アルプスむら長谷                           | 2018年2月11日 - 2月15日（短期） 2018年11月5日 - 11月30日（長期）                          |
| 11 | 富山県   | 道の駅たいら                                       | 2017年11月26日 - 11月30日（短期）                                                         |
| 12 | 岐阜県   | 道の駅明宝                                         | 2019年3月2日 - 3月8日（短期）                                                             |
| 13 | 愛知県   | 道の駅どんぐりの里いなぶ                           | 2019年3月16日 - 3月20日（短期）                                                           |
| 14 | 滋賀県   | 道の駅妹子の郷                                     | 2019年3月16日 - 3月20日（短期）                                                           |
| 15 | 岡山県   | 道の駅鯉が窪                                       | 2018年3月10日 - 3月16日（短期）                                                           |
| 16 | 徳島県   | 道の駅にしいや・かずら橋夢舞台                     | 2017年12月3日 - 12月9日（短期）                                                           |
| 16 | 栃木県   | 足利市                                             | 2023年3月18日 - 3月17日（短期）                                                           |
| 17 | 山口県   | 楠こもれびの郷                                     | 2019年3月23日 - 3月28日（短期）                                                           |
| 18 | 福岡県   | みやま市役所山川支所                               | 2018年2月17日 - 24日（短期） 2018年11月2日 - 12月21日（長期） 2021年7月11日 - （実装）    |
| 19 | 沖縄県   | 北谷町フィッシャリーナ（北谷トランジットセンター） | 2021年3月31日 - （実装）                                                                  |
| 20 | 和歌山県 | 道の駅たいじ                                       | 2022年8月1日 - 9月30日（実装）                                                            |
| 21 | 高知県   | 道の駅よって西土佐                                 | 2022年7月14日 - （実装）                                                                  |
| 22 | 愛媛県   | 道の駅ふたみ                                       | 2024年1月31日 - （実装）                                                                  |

### レベル3
- 2022年5月17日発売：メルセデス・ベンツ・Sクラス、メルセデス・ベンツ・EQSクラス
  - DRIVE PILOT（ドライブ・パイロット）搭載。交通量が多い場合や混雑した状況下に限り、ドイツ当局から法的に許可された60 km/hを上限に、自動運転できるようになる。カメラ、レーダー、LiDAR、超音波センサー、水分センサーによる情報に加え、デジタルHDマップ（道路の形状、ルートプロファイル、交通標識、事故や道路工事などに関する情報）を受信する。万が一システムが故障が発生した場合、冗長化されたシステム設計により車両の操作性を維持し、システムがドライバーに安全に引き継ぎを行う。またドライバーが最大10秒以内に引き継ぎ要求に応じない場合は、DRIVE PILOTはすみやかに自車と後続車にとって安全な緊急停止を開始する。
- 2021年3月5日発売：ホンダ・レジェンド
  - Honda SENSING Elite（ホンダ センシング エリート）搭載。高速道路で渋滞した時（30-50 km/h）に限りレベル3自動運転を実現。車両周囲を2基の単眼カメラ、5基のミリ波レーダー、5基のLiDARによって監視している[141]。また、カーナビとは別に自動運転制御用の高精度3D地図データを持ち、センサーと組み合わせて車両の精密な位置情報を取得している[142]。限定100台のリース販売のみ[141]、2021年12月末に終売[143]。

### レベル2

#### アダプティブクルーズコントロール（ACC）
アダプティブクルーズコントロール、レーンキーピングアシストなどを組み合わせ、先行車との車間距離を一定に保った自動追従走行を実現する機能。
あくまでも運転を支援するシステムであって、常に運転の主体や責任はドライバーにある。そのため、10 - 15秒以上ステアリングから手を離しているとシステムが解除される等の仕様となっており、自動運転はできない。また、ステアリングアシストは、約65 km/h以上でないと作動しない車種がある。車線の逸脱を防ぐシステムにおいてもハンドルを制御する前に警告を発するなど、先に人間の操作を促す仕様となっている。
詳細は下記、渋滞時追従支援システムを参照。
- 本田技研工業：ホンダ センシング
- メルセデス・ベンツ：ディストロニック・プラス（ステアリングアシスト付）[147]
- フォルクスワーゲン：レーンキープアシストシステム “Lane Assist”[148]
- アウディ：トラフィックジャムアシスト[149]
- 日産自動車：プロパイロット
- SUBARU：アイサイト（EyeSight） ver.3
- トヨタ自動車：高度運転支援システム（AHDA）[150]
- トヨタ自動車：セーフティー センス（CとPが該当）
- ボルボ：インテリセーフ・オートパイロット[151]

#### 渋滞時追従支援システム
「渋滞時追従支援システム（Traffic Assist）」とは渋滞の低速時に限定したアダプティブクルーズコントロール（ステアリングアシスト付き）である。
BMWでは、「Traffic jam assistant」という名称で販売されており、各社で機能名が異なる。
フォルクスワーゲン・パサート等の輸入車に搭載されて日本国内でも販売された。日本では海外と異なりステアリングアシストの作動は、約65 km/h以上でのみとの規制が長くあった為 海外より遅れていたが、日本車では日産が2016年8月より発売の日産・セレナのプロパイロットに初搭載した。
追従中にカーブに入ると速度を抑制する機能も登場している。

#### 駐車支援システム
走行アシストとは別に駐車時にステアリング、アクセル、ブレーキの操作を支援するシステムも登場している。ただしシフトの操作は手動とするなどあくまで補助としてのシステムである。発展形としては、ホテルの駐車係（バレー）が鍵を預かって駐車するバレーパーキングを駐車場側のシステムと連携してレベル4相当の自動運転で行うことが開発中である。

## 事故
自動運転車で交通事故等のトラブルが生じた場合、責任の所在が争論になることがある。自動運転車ないし運転支援機能が引き起こした事故で、特に注目を集めたものを述べる。
自動運転や運転支援技術が普及してきた頃には、システムを稼働する際に運転者に向けて「責任は運転者にある」旨の警告が通知されるようになっている。

### テスラ オートパイロット
2016年5月7日、米フロリダ州にて、運転支援機能が搭載されたテスラ・モデルSが18輪トレーラーと衝突し、テスラの運転手が死亡する事故が発生した。自動運転初の死亡事故と誤報されて話題となったが、このテスラに搭載されていた運転支援機能はレベル2相当であり、NHTSAがレベル4やレベル3に区分している自動運転車には該当しない。テスラのドライバーがレベル3相当の自動運転車だと勘違いしていた可能性が指摘されている。
2019年には、フロリダ州キーラーゴにて、テスラの車がシボレーのSUVに突っ込んで2人が死傷する事故が発生、事故の責任をめぐり裁判となった。2025年、フロリダ連邦地方裁判所は、テスラのオートパイロットシステムに部分的な責任があると判断。同社に懲罰的損害賠償を含む総額2億4200万ドルの賠償を命じた。テスラ社の法務部は、「評決は誤ったもので、自動車の安全を後退させ、会社と業界全体の命を救う技術の開発と実装への努力を危険にさらすもの」だと主張、控訴する意向を示した。

### ウェイモ
2016年初めにウェイモが公表した事故報告書によると、同社のテストカーは14件の衝突に巻き込まれ、そのうち13件は他のドライバーに過失があったが、1件は車のソフトウェアが原因となる衝突事故であった。2016年2月14日、ウェイモの車両が進路を塞ぐ土嚢を回避しようとしたところ、バスと衝突した。負傷者は報告されていない。同社は「今回のケースでは、明らかに私たちに一定の責任がある。私たちの車が動かなかったら、衝突は起こらなかったはずだから」と述べた。このクラッシュを誤解と学習経験として特徴付けた。
2024年2月6日、米サンフランシスコ市内で、ウェイモのロボタクシーが対向車線を直進するトラックの通過後に左折を開始したところ、トラックの後方を走行していた自転車に気づくのが遅れ、急ブレーキも間に合わずに接触した。すぐに事故発生を警察に通報したが、自転車に乗っていた男性は「軽傷だから」とそのまま走り去った。

### ウーバー
2018年3月18日、米アリゾナ州テンピで、ライドシェア企業のUberがテスト運用していた自動運転車が歩行者をはねて死亡させる自動運転車初 の人身死亡事故が起き（Death of Elaine Herzberg）、国家運輸安全委員会が事故調査に乗り出した。配車したUberや車を製造したボルボ・カーズなどを巻き込んで法的責任の所在が議論されるも、Uberが遺族に和解金を支払うこととなった

### トヨタ e-Palette
2020年東京オリンピック・パラリンピックでは、スポンサーであるトヨタ自動車のAutono-MaaS専用EV「e-Palette」が選手村内の移動車両として供給された。レベル4に相当し、各所の停留所に定着制御することで車椅子ユーザーなどにも配慮している。運転や乗降車に対応するスタッフも添乗した。しかし、パラリンピック期間中の8月26日14時頃、この車両が柔道日本代表の北薗新光と接触事故を起こす。横断歩道を横断しようとした視覚障碍のある北薗選手と接触し、北薗選手は転倒した。その場は立ち去ったが、脳震盪の可能性がある体調不良を訴え、翌日の試合を棄権する事態となった。
豊田章男社長によると、今回の接触はT字路において発生。eパレットが右に曲がっていく際に横断歩道手前で、右に曲がる途中で一旦停止。再スタートした際に選手との接触が発生したという。交差点において右折前は手動操作で発進したが、右折時は自動運転モードであり、オペレーターからは死角であった可能性が示されている。応急的な対策として、eパレットが出している警告音の音量を2倍にすることが言及された。オペレーターを務めていたトヨタ自動車の社員は書類送検された後、不起訴（起訴猶予）となった。

### GMクルーズ
2023年10月2日、米サンフランシスコ市内で、歩行者がGMクルーズの運行する自動運転車の下敷きになった。当該自動運転車の左側の車線を走行していた人の運転する車が、信号無視をした歩行者をはね、衝撃で歩行者が自動運転車の前に跳ね飛ばされた。自動運転車は急ブレーキをかけて衝撃を抑えようとしたが、跳ねたのち路肩に寄せようとした際に歩行者を時速11 kmで6.1 m引きずった。最初に歩行者をはねた車のドライバーは現場から逃走したという。事故直後の情報提供において引きずったことが州当局に共有されなかったことも問題視され、12月に加州から自動運転タクシー運行の営業停止処分を科された。自動運転タクシーの24時間体制での有料営業の許可が下りてから2か月後のことであった。その後、同社は全米での無人タクシー事業を中止、CEO辞任、経営幹部解雇、従業員の大幅なレイオフ、次世代機「Origin」の生産停止、予算削減など、大幅な事業縮小を決定した。

## メリットとデメリット

### メリット
- 自身での運転が困難な幅広い層への移動手段の提供
  - 乗員の運転や道案内からの解放[172]
  - 乗員に制約がなくなる（子供や老人、身体に障害がある者、酔っぱらいなどでも乗れる）
  - 過疎地のバス交通において、乗務員を乗せる必要がなくなるため、人件費や運転手の不足が解消される[173]。
  - 過疎地域での公共交通網の維持[174]。
  - 行動範囲の拡大（ドライバーの渋滞や長時間運転の負担が無くなり、高速鉄道や航空機による移動が過半数を占める[175] 500 km以上の距離帯でも主な移動手段の候補となる）[176]。

- ｢人間より機械の方が優れている｣とする意見
  - 交通事故の減少。人間のとっさの状況判断には限界があるが、運転者は感知できない種々のセンサーや、レーダー技術やLiDARによる360度視界により、危険性を素早く察知し、回避行動が可能。反応速度も人間を上回る[177][178][172]。
  - 交通法規を遵守しないことによる事故の回避。
  - 車両の認識能力向上による車両盗難の減少[179]

- 交通インフラ効率の最大化
  - 車間距離短縮による、道路容量の増加と、より優れた交通流量の制御[172]
  - 駐車場の自由度が広がる（乗員が降りたあと、無人で遠くはなれた駐車場への駐車が可能、必要なとき呼び戻せる）
  - 手動では困難な自動駐車による物理的駐車スペースの削減[180]。
  - カーシェアリングによる自動車総数の削減[181]。乗客を目的地まで運んだあと、別の乗客を乗せて別の場所へ行くことが可能。
  - 最高速度規制の緩和[182]
  - 自動車保険や交通警察の必要性が減る[183]

- 送迎や車を修理に出す場合に無人運転が可能で無駄な乗員を無くせる[184][185][186]。
- 物理的な道路標識の削減。自動運転車は電子的に必要な情報を受け取れる[187][188][189]。
- 乗り心地の向上[190]
- ステアリングやその他の運転装置をなくすことで、キャビンが広くなる。乗員を進行方向に座らせる必要もなくなる[要出典]。

### 課題
- トラブルへの懸念と起こった場合の対処（2016年時点）
  - ソフトウェアの信頼性[191]
  - 車間通信によって車載コンピュータおよびシステムに不正アクセスされる可能性[192][193][194]
  - マニュアル運転が必要になるケースでのドライバーの運転技術・経験不足[195]
  - 衝突不可避の状況で、自動運転車のソフトウェアが複数の事故コースのどれを選択するのか、トロッコ問題に類似する倫理的問題[196][197][198][199][注釈 4]。
  - その他、もしも自動運転による交通事故が起きた場合の対処・対応。
- 制度上の課題
  - 事故が起きた場合の損害賠償責任の所在（それを製造した自動車会社の責任（製造者責任）と自動車の所有者の責任、に関する判断）[200]
  - 自動運転車の法的枠組みと政府規制の確立[201]
- 技術的限界
  - 天候の影響を受けやすいナビゲーションシステム（2014年のグーグルのプロトタイプ車は雪や豪雨で走行できない）[202]
  - 自動運転車には高精度の特殊な地図が必要になるかもしれない。地図が古くなった場合、合理的な挙動にフォールバック（退縮運転）できる必要がある[202]。
  - 警察や歩行者などのジェスチャーや合図に自動運転車が適切に対応できない[203]。
  - 自動車の無線通信に使用する周波数帯域の確保の問題[204]
  - 臨時的な交通規制（イベントや路面工事、交通事故など）への対応
  - その他、天候・路面状況及び性能・機能の限界による不作動・誤作動
- 悪用の懸念
  - 危険物・爆発物を積んで自動運転車が爆弾化（武器化）される可能性[205]
- 所有者が眠っている間に自動運転車によって何らかの事件・事故が起きた場合の責任割合[206]

## モータースポーツ
自動車レースの世界でも、自動運転車によるレースを行う動きがある。
フォーミュラEでは、2014年のシリーズ発足当初から、自動運転車による「ロボレース」を行う構想がある。ただ、2017年には香港で行われたシリーズ第1戦でデモ走行まで実施されたものの、実際には人間が乗車した状態での走行となっただけでなく、速度面でもレーススピードからは程遠く、しかも途中でトラブルにより車が停まる事態となった。以後デモ走行等が行われたことはなく、構想は暗礁に乗り上げている。
2023年、アブダビの先端技術研究評議会（ATRC）が、ダラーラ・SF23をベースとした自動運転車によるレース『ABU DHABI AUTONOMOUS RACING LEAGUE』（A2RL）の開催を発表した。2024年4月27日、ヤス・マリーナ・サーキットを舞台に初のレースが行われ、ミュンヘン工科大学（TUM）チームが決勝レースを制し優勝賞金の225万ドルを獲得した。

## 関連法規と法改正

### 国際的な法整備
道路交通に関する主要な国際条約は、「ジュネーブ交通条約」（1949年採択、103か国が加盟）と「ウィーン交通条約」（1968年採択、91か国が加盟）の2つが存在し、日本や米国はジュネーブ交通条約には加盟しているが、ウィーン交通条約には未加盟である。ジュネーブ交通条約は依然として「常時人間の運転が必要である」と規定しているが、ウィーン交通条約は2014 年の改正が 2016 年3月に発効し、「人間によるオーバーライドと自動運転機能のスイッチオフが可能な自動運転システム」を許容した。これは「レベル3までは規制対象としない」という事である。
国連欧州経済委員会（UNECE）傘下の「道路交通安全グローバルフォーラム（WP.1）」は2022年、ウィーン条約に新たに「第34bis条」を追加し、自動運転システムが運転している間にドライバーが別の作業を行うことを認める安全指針を策定した。さらに、自動運転車の国際的な運用ルールを定める新たな文書（LIAV）の策定を進めている。
またUNECE「自動車基準調和世界フォーラム（WP.29）」は、2020年にレベル3に相当する自動運転システム「Automated Lane Keeping Systems (ALKS、UN規則No.157)」を採択した。他者との衝突のリスクを、少なくとも「有能で注意深い人間ドライバ (Competent and Careful human driver) が最小限に抑えることができるリスクレベルまで安全を確保している」ことを条件としている。その後2022年には最高速度130km/hや自動車線変更機能を追加し、2024年6月15日発効のAmendment 5では電磁環境適合性やサイバーセキュリティに関する要件を強化した。

### 国内の法制度
自動運転レベル1～2は運転支援機能であり、運転主体はドライバーである。これに対し、自動運転レベル3以上では運転主体がシステムになる。2020年4月施行の改正道路交通法により、自動運転レベル3の公道走行が認められた。高速道路など一定の条件の下であれば、ドライバーがハンドルから手を離すなどしてシステムに運転操作を任せることが可能となった。ただし、システムが運転困難と判断した場合はドライバーが即座に運転を引き継ぐ義務があり、飲酒や居眠りなどは許されない。自動運転中に事故・違反があった場合でも、ドライバーが免責されるとは限らない。また、車両の保有者には運行状況を記録し、交通違反や交通事故があった場合に警察に提供する義務が課されている。
2022年4月には再び道路交通法が改正され、「特定自動運行」（レベル4）の許可制度が創設された。この法律は2023年4月1日に施行され、特定の条件下で遠隔監視のみの無人自動運転サービスが可能になった。
法整備がなされたとしても実際に自動車を走行させるには物理的な制約があり、大量の走行データを収集するのは難しい。そのためグランド・セフト・オートVのようなゲームソフトをシミュレータとして利用している研究グループもある。

## 大衆文化における自動運転
自動運転車は空飛ぶクルマと並んで人々の想像力をかき立てる存在であり、未来社会を扱うフィクションのテーマとなってきた。
自動運転車やその関連事象を描いた作品
- エクスドライバー - 自動運転車が当たり前になった近未来（設定上2099年）において、従来型の自動車に乗って自動運転車の暴走事故に対応する｢エクスドライバー｣達を描いたアニメ作品。
- ナイトライダー - 高度な人工知能K.I.T.T.（キット）を搭載した自動運転車「ナイト2000」の活躍を描いた、アメリカのドラマ。
- シックス・デイ

とりわけ｢自動運転車が人々に襲いかかる｣という内容の作品
- マシンX - テレビドラマ『西部警察』に登場する架空のパトロールカー。『PART-III』の第47話では自動運転車に改造され、ひき逃げを行うシーンがある。
- ワイルド・スピード ICE BREAK - ターゲットの半径3㎞以内の（既存の電子制御化が進んだ）車をクラッキングして襲撃させるシーンがある。なおワイスピシリーズにおいては他にも何度か既存車の電子制御系統に異常をきたすシステム（第2弾｢ESD｣、第6弾の｢チップ・ガン｣など）が登場している。
- ドリフトシティ - 市民生活を脅かす謎の暴走自動運転車｢HUV｣の撃退やトラブル対処､及び｢誰が､何の目的でHUVを作ったのか?｣がストーリーの中核要素となっている。

## ギャラリー
- テスラのAutopilot搭載のModel X
- テスラ Model Xの外観
- テスラAutopilot を実現しているハードウェア（HW2.5）
- メルセデス・ベンツの自動運転車 W222
- Google関連会社のウェイモの自動運転車
- タリンで自動運転バスの路線の運行開始を記念した撮影（2017年7月）
- 2018年に日本で実験運行中の自動運転車両、シンクトゥギャザーのeCOM-10（2018年10月）